# خوستاف د اسمتس
خوستاف د اسمتس (انگلیسی: Gustaaf De Smet؛ زادهٔ ۱۵ مهٔ ۱۹۳۵ – درگذشته ۲۸ مه ۲۰۲۰) دوچرخه‌سوار اهل بلژیک بود.